# Віталіум

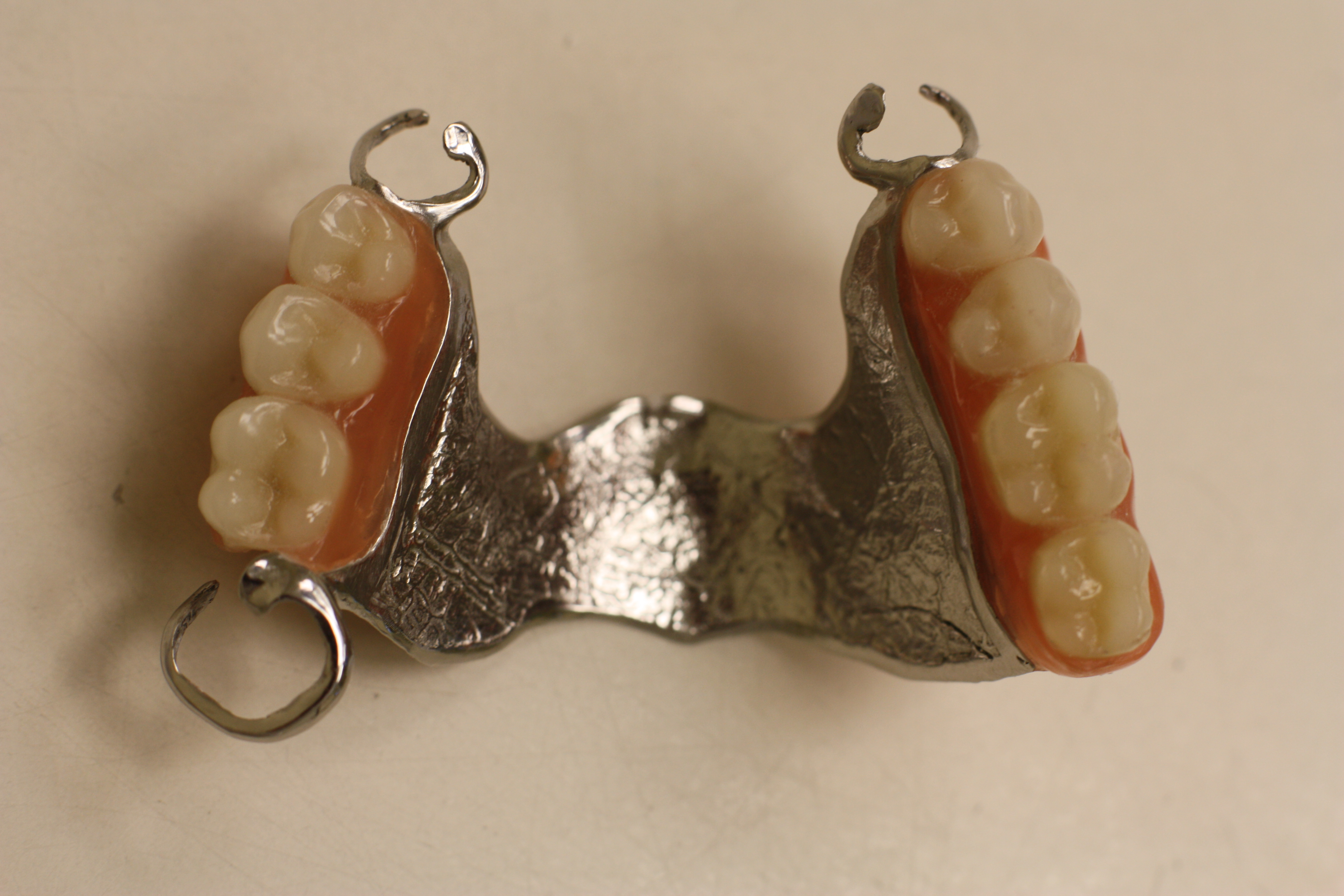
Зубний протез, виготовлений з використанням сплаву віталіум

Віталіум (Vitallium®) — торгова марка стелітового сплаву на основі кобальту, що містить, мас. %: 25…35 Cr, 4…6 Мо, 1,5…3,5 Ni, 0,2…0,35 С і є корозійнотривким в окиснювальних середовищах.
Сплав віталіум було розроблено у період з 1928 до 1931 року американськими дослідниками R. W. Erdle та C. H. Prange з «Austenal Laboratories, Inc» як корозійно- та зносотривкий матеріал для потреб протезування у стоматології. Схожий за складом сплав під маркою HS-21 (Haynes Stellite Nº 21) став використовуватись десятиліття по тому в турбонагнітачах і газових турбінах.
Сплав характеризується підвищеною міцністю та стійкістю до фретинг-корозії та кавітації.
Застосовувався для виготовлення дрібних та середніх (до 20…25 кг) литих деталей газових турбін (у тому числі дисків та робочих лопаток), що працюють при температурах до 800 °C; а при підвищеному вмісті вуглецю — для виготовлення литих деталей у кістковій хірургії та зубопротезуванні.